# 東京国際駅伝
東京国際駅伝（とうきょうこくさいえきでん）は、体重別皇居マラソン大会と同時に行われていた駅伝大会で、皇居外周歩道を3人の選手それぞれが1周する合計3周の駅伝大会。第1回大会は100チームが参加した。

## 参加条件
- 男女混合チームであること
- 年齢は問わない
- 男子2名女子1名の場合:チーム合計体重が170kg以上であること
- 男子1名女子2名の場合:チーム合計体重が160kg以上であること

第5回大会（未開催）
記念大会として男女2名ずつ　チーム合計230kg以上であること

## コース
コースは皇居外周歩道
スタート、ゴールは千鳥が淵公園

## 歴史
- 2009年11月22日、第1回大会開催。男女混合3名で160kg以上のチーム。
- 2010年11月21日、第2回大会開催。男女混合：男子2名女子1名で170kg以上のチーム、男子1名女子2名で160kg以上のチーム。
- 2011年11月20日、第3回大会開催。東北災害支援大会。
- 2012年11月24日、第4回大会開催。
- 2013年11月17日、第5回大会を男女2名ずつ、合計4名の記念大会を予定していたが、千代田区の皇居外周歩道のイベント規制によりマラソンでは公園を借りることができなくなり、大会は閉鎖。

## 褒章
- 1位：チームの参加者3名にトロフィー、優勝賞金。